# Irmgard Pingel
Klara Gertrud Ottilia Irmgard Pingel Åberg, ogift Pingel, född 10 september 1909 i Köln, Tyskland, död 29 mars 2008 i Malmö S:t Johannes församling, var en svensk översättare.

## Biografi
Irmgard Pingel föddes i Köln och kom som barn till Stockholm med sin familj. Hennes föräldrar var Karl Andreas Joseph Pingel och Minna, ogift Sachs. Efter tidiga anställningar som bland annat skrivbiträde och läkarsekreterare, och en tid som innehavare av ett jazzcafé i Lund, började hon översätta noveller för veckopressen och verka som spököversättare åt Artur Lundkvist och Erik Lindegren.
Hon gifte sig med journalisten och författaren Sten Söderberg och fick med honom sonen Lasse Söderberg 1931. Några år senare inledde hon ett förhållande med Artur Lundkvist, vilket ledde till skilsmässa mellan makarna. Förhållandet har skildrats av sonen Lasse Söderberg i boken Breven från Artur (2006).
Irmgard Pingel översatte till en början engelskspråkig ungdomslitteratur, men snart också verk från tyska av bland andra psykologen Anna Freud, avantgardisten Arno Schmidt och romanförfattaren Heinar Kipphart. Hon låg bakom översättningarna av D.H. Lawrences Den befjädrade ormen (1938) tillsammans med Artur Lundkvist och William Faulkners Ljus i augusti (1944) tillsammans med Erik Lindegren, men fick inget officiellt erkännande för detta.
Senare översatte hon även spanskspråkig litteratur, bland annat nobelpristagarna Camilo José Cela och Octavio Paz. Med sonen Lasse Söderberg samarbetade hon i översättningar av Octavio Paz studie i mexikansk kultur, Ensamhetens labyrint, samt i dikturval av Sarah Kirsch och Günter Grass.
Hon var först gift 1930–1935 med Sten Söderberg (1908–1981) och sedan 1937–1942 med förmannen Vallis Adrian Åberg (1914–1980).

## Priser
- 1982 – Svenska Akademiens översättarpris
- 1989 – De Nios översättarpris